# Гіттельде
Гіттельде (нім. Gittelde) — комуна в Німеччині, у землі Нижня Саксонія, у горах Гарца.

## Загальний опис
Входить до складу району Остероде. Підпорядковується управлінню Бад Грунд (Гарц). Населення складає 1940 осіб (на 31 грудня 2010 року). Офіційний код — 03 1 56 007.
| Рік  | Населення |
| ---- | --------- |
| 1990 | 2121      |
| 1995 | 2180      |
| 2000 | 2153      |
| 2005 | 2100      |
| 2010 | 1975      |

## Історія
Гіттельде — середньовічний центр видобутку кольорових металів.